# Krubbsfjall
Krubbsfjall är ett berg i republiken Island. Det ligger i regionen Norðurland eystra, 300 km nordost om huvudstaden Reykjavík. Toppen på Krubbsfjall är 474 meter över havet.
Trakten runt Krubbsfjall är nära nog obefolkad, med mindre än två invånare per kvadratkilometer. Närmaste större samhälle är Húsavík, nära Krubbsfjall. Trakten runt Krubbsfjall består i huvudsak av gräsmarker.